# Subbelba neonominata
Subbelba neonominata är en kvalsterart som beskrevs av Subías 2004. Subbelba neonominata ingår i släktet Subbelba och familjen Damaeidae. Inga underarter finns listade i Catalogue of Life.